# ليليان مولر غيلبريث
كانت ليليان إيفلين مولر غيلبريث (24 مايو 1878 - 2 يناير 1972) عالمة نفس أمريكية ومهندسة صناعية ومستشارة ومعلمة، وكانت رائدة في تطبيق علم النفس على دراسات الوقت والحركة. وُصفت في أربعينيات القرن العشرين بأنها «عبقرية في فن المعيشة». تُعد غيلبريث واحدة من أُوَل المهندسات اللاتي حصلن على درجة الدكتوراه، وأول عالمة نفس صناعي. كانت هي وزوجها فرانك بانكر غيلبريث، من خبراء الكفاءة الذين ساهموا في دراسة الهندسة الصناعية، وخاصة في مجالات دراسة الحركة والعوامل البشرية. «أقل تكلفة بالدزينة» (1948) و«حسناوات على أهبة الاستعداد» (1950)، هما كتابان ألّفهما اثنان من أطفالهما (إرنستين وفرانك الابن) يرويان قصة حياتهم العائلية، ويصفان كيفية تطبيق دراسات الوقت والحركة على التنظيم والأنشطة اليومية لعائلتهم الكبيرة. حُوّل كلا الكتابين لاحقًا إلى أفلام طويلة.

## نشأتها وتعليمها
وُلدت ليلي إيفلين مولر في أوكلاند بكاليفورنيا في 24 مايو 1878، لآني (ديلجر) ووليام مولر، الذي كان تاجرًا للوازم البناء. كانت الطفل الثاني وأكبر أطفال الأسرة التسع الناجين، إذ توفيت طفلتهما الأولى، آنا أديليد، بعمر أربعة أشهر. كان كل من والديها الثريين من أصل ألماني. تلقت مولر تعليمها في المنزل حتى سن التاسعة، ثم بدأت التعليم الرسمي في الصف الأول في مدرسة ابتدائية حكومية وأحرزت تقدمًا سريعًا في إنهائها للصفوف. انتُخبت لمنصب نائب رئيس فصل التخرج في مدرسة أوكلاند الثانوية، وتخرجت بتقدير ممتاز في مايو 1896.
واصلت مولر، التي غيرت اسمها إلى ليليان أثناء دراستها الجامعية، تعليمها في جامعة كاليفورنيا، بيركلي، حيث سافرت بواسطة الترام من منزل والديها في أوكلاند. تخرجت من الجامعة في عام 1900، وحصلت على شهادة التدريس ودرجة البكالوريوس في الأدب الإنجليزي، وكانت أول متحدثة لحفل التخرج في الجامعة.
التحقت مولر بجامعة كولومبيا، وكانت تنوي الحصول على درجة الماجستير في الأدب والدراسة مع براندر ماثيوز، وهو كاتب ومعلم مشهور، لكنها سرعان ما أدركت أنه لم يسمح للنساء بالدراسة معه أو حضور محاضراته. بعد حضورها لدورات إدوارد ثورندايك في علم النفس، التفتت إلى ثورندايك ودراسة علم النفس لأنه قبِل تدريس الطالبات. بعد مرض مولر وعودتها إلى المنزل، أكملت درجة الماجستير في الأدب في جامعة كاليفورنيا، بيركلي في عام 1902. كان موضوع أطروحتها مسرحية بِن جونسون «معرض بارثولوميو».
بدأت مولر دراساتها للحصول على درجة الدكتوراه في جامعة كاليفورنيا، لكنها أخذت إجازة للسفر في أوروبا في ربيع عام 1903. بعد زواجها من فرانك بانكر غيلبريث في عام 1904 وانتقالها إلى نيويورك، أكملت أطروحة الدكتوراه من جامعة كاليفورنيا، بيركلي في عام 1911، لكنها لم تحصل على الشهادة بسبب عدم امتثالها لشروط الإقامة لمرشحي الدكتوراه. نُشرت الرسالة في عام 1914 بعنوان «سيكولوجية الإدارة: وظيفة العقل في وضع طرق للحدّ من النفايات وتعليمها وتثبيتها».
بعد انتقال عائلة غيلبريث إلى بروفيدنس، رود آيلاند، التحقت بجامعة براون. وحصلت على الدكتوراه في علم النفس التطبيقي في عام 1915، ما جعلها أولى رواد الإدارة الصناعية الحاصلين على الدكتوراه. كان موضوع أطروحتها عن طرائق التعليم الفعالة وعنوانها «بعض جوانب القضاء على النفايات في التعليم».

## الزواج والأسرة
التقت ليليان مولر بفرانك بانكر غيلبريث في يونيو 1903 في بوسطن، ماساتشوستس وهي في طريقها إلى أوروبا بصحبة مرافقها، الذي كان أحد أقارب فرانك. كان فرانك قد تدرب في العديد من مهن البناء في الشرق، وأسس شركة للمقاولات مع مكاتب في بوسطن ونيويورك ولندن.
تزوج الاثنان في 19 أكتوبر 1904، في أوكلاند، كاليفورنيا، واستقرا في نيويورك. انتقلا بعد ذلك إلى بروفيدنس، رود آيلاند، واستقرا في نهاية المطاف في مونكلير، نيو جيرسي. بعد وفاة فرانك المفاجئة بنوبة قلبية في 14 يونيو 1924، لم تتزوج ليليان مرة أخرى.
أصبح الزوجان -كما خطّطا- والدَين لعائلة كبيرة تضم ثلاثة عشر طفلًا.

## حياتها المهنية
لأكثر من أربعين عامًا، جمعت مهنة غيلبريث بين علم النفس ودراسة الإدارة العلمية والهندسة. وضمّنت أيضًا وجهات نظرها بصفتها زوجة وأمًّا في أبحاثها وكتاباتها واستشاراتها. أصبحت غيلبريث رائدة في ما يعرف الآن بعلم النفس الصناعي والتنظيمي، إذ ساعدت المهندسين الصناعيين على إدراك أهمية الأبعاد النفسية في العمل. بالإضافة إلى ذلك، كانت أول مهندسة أمريكية على الإطلاق تجمع بين علم النفس والإدارة العلمية. (طرحت غيلبريث مفهوم استخدام علم النفس لدراسة الإدارة في مؤتمر كلية دارتموث للإدارة العلمية في عام 1911).
بالإضافة إلى الإدارة المشتركة لشركة غيلبريث، التي كانت شركة استشارية في مجال الهندسة والأعمال، كتبت ليليان وفرانك العديد من المنشورات كل على حدة، بالإضافة إلى تأليف مشترك لعدة كتب وأكثر من خمسين ورقة بحثية حول مجموعة متنوعة من المواضيع العلمية. ومع ذلك، لم تُذكَر ليليان دائمًا كمؤلفة مشاركة في منشوراتهما المشتركة، ربما بسبب مخاوف الناشرين من كونها كاتبة. على الرغم من أن أوراقها المعتمدة تضمنت شهادة الدكتوراه في علم النفس، تُذكَر ليليان في منشوراتهما المشتركة بتواتر أقل من زوجها، الذي لم يلتحق بالكلية أبدًا.
كان الزوجان على يقين بأن الأفكار الثورية لفريدريك وينسلو تايلور لن تكون كافية ولا سهلة التنفيذ؛ إذ يتطلب تنفيذها عملًا شاقًا من جانب المهندسين وعلماء النفس لإنجاحها. اعتقدا أيضًا أن الإدارة العلمية كما صاغها تايلور لم تكن كافية عندما تعلق الأمر بإدارة العنصر البشري في أرضية المتجر. ساعد الزوجان على صياغة نقد بنّاء للتيلورية؛ وحظي هذا النقد بدعم المديرين الناجحين الآخرين.
بعد وفاة فرانك وانتهاء فترة الحداد، وجدت ليليان أن ولاء العملاء لزوجها خارج عن سيطرتها، عندما لم يجدّد ثلاثة من أكبر عملائها العقود أو ألغوها. عرض عليها الشركاء المقربون العمل في شركاتهم، لكنها أرادت الإبقاء على نشاط فرانك في السوق.

### دراسة الوقت والحركة والتعب
كانت غيلبريث وزوجها شريكين متساويين في شركة غيلبريث للاستشارات الهندسية والإدارية. واستمرت في إدارة الشركة لعدة عقود بعد وفاته في عام 1924. كان الزوجان -كلاهما رائد في الإدارة العلمية- بارعَين بشكل خاص في إجراء دراسات الوقت والحركة. أطلقا على منهجيّتهما اسم نظام غيلبريث واستخدما الشعار «الطريقة الوحيدة الأفضل لإنجاز العمل» للترويج لها. طوّر الزوجان أيضًا تقنية جديدة لإجراء دراساتهما تستخدم آلة تصوير سينمائية لتسجيل آليات العمل. مكّنت هذه الملاحظات المُصوَّرة الزوجين من إعادة تصميم الآلات بطريقة تناسب حركة العمال لتحسين الكفاءة وتقليل التعب. كان بحثهما في دراسة التعب سبّاقًا للأرغونوميات. بالإضافة إلى ذلك، طبّقا نهجًا إنسانيًا في الإدارة العلمية لتطوير الابتكارات في كفاءة مكان العمل، مثل تحسين الإضاءة والاستراحات المنتظمة، وأيضًا الأفكار المتعلقة بالراحة النفسية في مكان العمل، مثل صناديق الاقتراحات والكتب المجانية.

### الإدارة المحلية والاقتصاد المنزلي
تعاونت غيلبريث مع زوجها حتى وفاته في عام 1924. بعد ذلك، واصلت البحث والكتابة والتدريس، بالإضافة إلى التشاور مع الشركات والمصانع. شاركت أيضًا في المنظمات المهنية مثل الجمعية الأمريكية للمهندسين الميكانيكيين حتى وفاتها بعد نحو خمسين عامًا في عام 1972. بالإضافة إلى ذلك، أولت غيلبريث اهتمامها إلى المنزل، على الرغم من نفورها من الأعمال المنزلية وحقيقة أنها كانت تستخدم مساعدة منزلية بدوام كامل منذ فترة طويلة. وصف أطفالها ذات مرة مطبخها بأنه «نموذج لانعدام الكفاءة».
بسبب التمييز داخل المجتمع الهندسي، حوّلت غيلبريث جهودها نحو المشاريع البحثية في الساحة الصديقة للمرأة في الإدارة المحلية والاقتصاد المنزلي. طبّقت مبادئ الإدارة العلمية على المهام المنزلية و«سعت إلى تزويد النساء بطرق أسرع وأبسط وأسهل للقيام بالأعمال المنزلية بغية تمكينهن من البحث عن عمل مأجور خارج المنزل». غالبًا ما شارك أطفال غيلبريث في التجارب.
بالإضافة إلى ذلك، كانت غيلبريث فعالة في تطوير المطبخ الحديث، إذ صممت مخططات «مثلث العمل» والمطبخ الخطي التي تُستخدم غالبًا اليوم. ويُعزى إليها أيضًا اختراع سلة المهملات ذات الدواسة، وإضافة الرفوف إلى داخل أبواب الثلاجة (بما في ذلك صينية الزبدة وحافظة البيض)، ومفاتيح الإضاءة على الجدار. قدمت غيلبريث طلبات عديدة للحصول على براءات اختراع لتصميماتها، بما في ذلك واحدة لتحسين فتاحة العلب الكهربائية وأخرى لخرطوم مياه الصرف الصحي للغسالات. عندما كانت غيلبريث مهندسة صناعية تعمل لدى جنرال إلكتريك، «أجرت مقابلات مع أكثر من 4000 امرأة لتحديد الارتفاع المناسب للمواقد والمغاسل وغيرها من تجهيزات المطبخ أثناء عملها على تحسين تصاميم المطبخ».
بعد الحرب العالمية الأولى، قامت غيلبريث وزوجها بعمل رائد في إعادة تأهيل المحاربين القدامى مبتوري الأطراف. واصلت ليليان التشاور مع الشركات والمصانع بعد وفاة فرانك. كان من بين عملائها جونسون آند جونسون ومايسيز. قضت ليليان ثلاث سنوات في مايسيز لإيجاد حلول لمبيعاتها والقضايا التي تتعلق بالموارد البشرية. تضمنت الحلول تغيير مصابيح الإضاءة لتقليل إجهاد العين وإلغاء النسخ المصوّرة عن فواتير المبيعات.
في عام 1926، عندما عينتها شركة جونسون آند جونسون مستشارة لإجراء أبحاث تسويقية على المناديل الصحية، استفادت غيلبريث والشركة بثلاث طرق. أولًا، استفادت جونسون آند جونسون من تدريب غيلبريث كعالمة نفس في قياس المواقف والآراء وتحليلها. ثانيًا، منحتها الشركة الخبرة كونها مهندسة متخصصة في تفاعل الأجسام مع الأشياء المادية. ثالثًا، ساعدت صورة غيلبريث العامة كأم وامرأة عاملة عصرية الشركةَ في بناء ثقة المستهلك بمنتجاتها. بالإضافة إلى عملها مع جونسون آند جونسون، لعبت غيلبريث دورًا أساسيًا في تصميم مكتب بالتعاون مع الدولية لآلات الأعمال التجارية (آي بي إم) للعرض في معرض شيكاغو العالمي في عام 1933.

## العمل التطوعي والخدمة الحكومية
واصلت غيلبريث تقديم المشورة الخاصة أثناء عملها كمتطوعة ومستشارة للعديد من الوكالات الحكومية والمجموعات غير الربحية. في عام 1927، أصبحت عضوًا مؤسسًا في نادي ألتروسا في مدينة نيويورك، وهو منظمة للنساء المهنيات ورائدات الأعمال بدأت في عام 1917 بغرض توفير الخدمة للمجتمع. بدأ عمل غيلبريث الحكومي نتيجة صداقتها الطويلة مع هربرت هوفر وزوجته لو هنري هوفر، إذ تعرّفت عليهما في كاليفورنيا؛ (ترأست غيلبريث فرع النساء في حملة المهندسين في هوفر للرئاسة).
شجّعت لو هوفر غيلبريث على الانضمام كمستشارة إلى فتيات الكشافة في عام 1929. بقيت نشطة في المنظمة لأكثر من عشرين عامًا، لتصبح عضوًا في مجلس إدارتها. خلال فترة الكساد الكبير، عُيّن الرئيس هوفر غيلبريث في منظمة الإغاثة من البطالة كرئيس لبرنامج «مشاركة العمل». في عام 1930، تحت إدارة هوفر، ترأست القسم النسائي في لجنة طوارئ العمل التابعة للرئيس وساعدت في كسب تعاون المجموعات النسائية للحد من البطالة. خلال الحرب العالمية الثانية، استمرت غيلبريث في تقديم المشورة للمجموعات الحكومية، وقدمت أيضًا التدريب في قضايا التعليم والعمل (خاصة النساء في القوى العاملة) لمنظمات مثل لجنة القوى العاملة للحرب، ومكتب معلومات الحرب، والبحرية الأمريكية. في سنواتها الأخيرة، خدمت غيلبريث في مجلس الحرب الكيميائية وفي المجلس الاستشاري للدفاع المدني لهاري ترومان. عملت خلال الحرب الكورية في اللجنة الاستشارية للدفاع عن النساء في الخدمات.

## الوفاة والإرث
توفيت غيلبريث بسكتة دماغية بتاريخ 2 يناير 1972 في فينيكس، أريزونا في سن الثالثة والتسعين. ونُثر رفاتها في البحر.

## روابط خارجية
- ليليان مولر غيلبريث على موقع الموسوعة البريطانية (الإنجليزية)
- ليليان مولر غيلبريث على موقع مونزينجر (الألمانية)